# Meyssac
Meyssac é uma comuna francesa na região administrativa da Nova Aquitânia, no departamento de Corrèze. Estende-se por uma área de 11,59 km². Em 2010 a comuna tinha 1 318 habitantes (densidade: 113,7 hab./km²).